# Play Boy (roman)
Pour les articles homonymes, voir Playboy (homonymie).
Play Boy est un roman de Constance Debré paru en 2018.

## Résumé
Dans ce roman d'autofiction, Constance Debré revient sur son coming out, sur plusieurs de ses relations avec des femmes et sur son rapport à sa famille célèbre, du côté de son père, et aristocrate, du côté de sa mère.

## Accueil
Elisabeth Philippe pour L'Obs évoque un « récit cru » non sans « humour ». Nicolas Crousse pour sa critique dans Le Soir évoque un « sentiment, après lecture, mitigé ».

## Distinctions
- 2018 : Prix de La Coupole[4]